# Аббас, Ферхат
Ферхат Абба́с (араб.  فرحات عباس‎, 24 августа 1899, Тахер — 23 декабря 1985, Алжир) — один из лидеров борьбы за независимость Алжира; придерживался умеренно националистических взглядов.

## Биография
Ферхат Аббас родился 24 августа 1899 года в местечке Тахер близ города Константина французской колонии Алжир в многодетной крестьянской семье. Он был одним из 12 детей Саида Бен Ахмеда Аббаса и Магим бин Али. Семья происходила из Малой Кабилии, но ещё в 1871 году, после подавления восстания Мохаммеда эль-Мукрани, бежали на побережье и стали фелахами. В 1909 году Ферхата Аббаса отдали на обучение в школу, а в 14 лет, как хорошего ученика, отправили на обучение в Филиппвиль (ныне Скикда). В 1921 — 1924 годах Аббас служил в армии и в разных газетах публиковал свои статьи под псевдонимом Камель Абенсерaдж. В 1924 году он поступил в Алжирский университет.

### Начало политической карьеры
В Алжирском университете Ферхат Аббас обучался на фармацевта. При этом он активно занимался общественной деятельностью — в 1924 году стал одним из основателей Ассоциации студентов-мусульман Северной Африки в Париже. В 1926 году он стал вице-президентом, а в 1927 году — президентом Ассоциации. В 1931 году Аббас оставил пост президента Ассоциации студентов-мусульман. В том же 1931 году он издал книгу «Молодой Алжирец» (фр. Le Jeune Algerien), в которой опубликовал свои статьи 1920-х годов и изложил свои взгляды на будущее Алжира. Ферхат Аббас писал об Алжире и алжирских арабах: — 
«Мы у себя. Мы не можем пойти в другое место. Эта земля кормила наших предков, эта земля будет кормить наших детей. Свободны мы или рабы, она принадлежит нам, а мы принадлежим ей, и она не позволит нам погибнуть. Алжир не может жить без нас. Мы не можем жить без него. Те, кто мечтает, что наше будущее станет будущим краснокожих Америки, ошибаются».
 В 1933 году Ферхат Аббас принял участие в создании организации Народный союз Алжира. Окончив в том же году обучение, Аббас стал работать дипломированным фармацевтом в аптеке Сетифа. Он стал известной фигурой — в 1934 году был избран генеральным советником, а в 1935 году — членом муниципального совета Сетифа. Аббас примкнул к «Федерации избранников-мусульман Константины» и с 1933 года работал журналистом в еженедельнике «L’Entente franco-musulmane» («Франко-мусульманское соглашение»), который обычно назвали просто «Соглашение». В 1937 году лидер «Федерации избранников — мусульман» доктор Бенджеллул назначил Аббаса главным редактором газеты. Тот превратил издание в трибуну, пропагандирую свои взгляды в радикальных статьях, резко выступая против системы «индижената» и других колониальных порядков. В 1938 году Ферхат Аббас основал и возглавил партию «Алжирский народный союз», выступивший за предоставление алжирцам равных прав с гражданами Франции. АНС вместе с примкнувшей к нему Федерацией туземных избранников стали главными выразителями настроений либеральных кругов Алжира и приобрели большую популярность. В сентябре 1939 года, когда Франция вступила во Вторую мировую войну, Ферхат Аббас распустил свою партию и добровольцем ушёл служить во французскую армию. В 1940 году Франция потерпела поражение и он был демобилизован.

### Борьба за автономию Алжира (1942—1946)
К 1942 году Ферхат Аббас был признанным лидером борьбы за расширение прав населения Алжира. Когда в ноябре того же года англо-американские войска оккупировали Алжир, а претендентом на власть во Франции стал генерал де Голль, алжирские лидеры увидели в этом возможность добиться своих требований. 20 декабря и 22 декабря 1942 года Аббас, М. Бен Джалил и другие направляют новым французским властям документы с изложением своей программы — «Послание мусульманских представителей». 31 марта 1943 года Аббас и его сторонники распространяют «Манифест алжирского народа», в котором вновь развивают свои идеи антиколониальных реформ в Алжире. 26 мая 1943 года Ферхат Аббас с соратниками лично вручают французскому губернатору генералу Жоржу Катру «Проект реформ» — подробное изложение необходимых изменений в Алжире. Они предлагают позволить самоопределение Алжира, освободить всех политических заключённых, предоставить гарантии гражданских и политических свобод, а после войны провести выборы в Учредительное собрание, которое должно будет разработать Конституцию автономного Алжира. Ферхат Аббас при этом выступает за союз и федерацию с Францией, полную легальность политических средств достижения своих целей и лояльность метрополии. Все эти предложения были отвергнуты. 7 марта 1944 года Французский комитет национального освобождения (ФКНО) издал Ордонанс, который предоставлял права французского гражданства представителям алжирской элиты, имевшим заслуги перед Францией, а всему населению Алжира — право избирать 40 % муниципальных и генеральных советников. Часть лидеров борьбы за автономию смирились с новой ситуацией, однако Ферхат Аббас продолжил борьбу. Через неделю после ордонанса ФКНО — 14 марта 1944 года он создал ассоциацию «Друзья манифеста и свободы», к которой присоединились улемы во главе с шейхом Баширом аль-Ибрахими и Народная партия Алжира во главе с Ахмедом Мессали Хаджем. С 15 сентября 1944 года Аббас также издавал еженедельник «Egalite» («Равенство») с подзаголовком — "Равенство людей — Равенство рас — Равенство народов". Ассоциация требовала создания федерации автономного Алжира с «обновлённой и антиколониалистской Францией». Она получила широкую поддержку (до 600.000 активных сторонников), однако внутри ассоциации назревал раскол — усиление радикального молодёжного крыла в Алжирской народной партии приводило к появлению антифранцузских лозунгов, против которых возражал Аббас. В марте 1945 года руководство «Друзей манифеста и свободы» уже обсуждало вопрос о независимости Алжира, оставив вопрос об автономии. 15 мая 1945 года французские власти распустили ассоциацию «Друзья манифеста и свободы», обвинив её в организации Алжирского восстания. Ферхат Аббас и другие её лидеры были арестованы.

### Кризис легальной борьбы (1946—1955)
В марте 1946 года освобождённый из тюрьмы Ферхат Аббас основал «Демократический союз алжирского манифеста» (УДМА) и вновь стал лидером борьбы за автономию. Уже в июне УДМА завоевала 11 из 13 отведённых для Алжира депутатских мест на выборах в Учредительное собрание Франции. Ферхат Аббас, также ставший депутатом от Сетифа, неоднократно высказывался в Собрании за автономию Алжира, а 9 августа 1946 года вынес на его обсуждение свой проект Конституции автономной Алжирской республики. Проект предполагал замену колониального режима в Алжире внутренней автономией и был отвергнут Учредительным собранием. В ноябре 1946 года собрание прекратило свою работу, а Аббас стал членом Собрания Французского союза.
Отказ французских парламентариев принять Конституцию автономного Алжира вызвал волну разочарования в алжирском обществе. Начался массовый отток молодёжи из «Демократического союза алжирского манифеста» и его численность сократилась с 7.000 активистов до 3.000. В то время как Ферхат Аббас продолжал выступать за «революцию путём закона», политическое лидерство переходило к «Движению за торжество демократических свобод» Мессали Хаджа. Верный легальному пути к автономии Аббас в апреле 1948 года был избран в Алжирское собрание, реорганизовав редеющий УДМА в партию. В том же году он переименовал свой еженедельник «Egalite» («Равенство») в «Republique Algerienne» («Алжирская Республика»). В 1951 году «Демократический союз алжирского манифеста» вошёл в Алжирский фронт защиты и уважения свободы. В 1952 году Аббас стал Генеральным секретарём УДМА, а в январе 1954 года был вновь переизбран в Алжирское собрание.
Начавшаяся война за независимость Алжира поставила Ферхата Аббаса перед прямым выбором между присоединением к вооружённой борьбе и сотрудничеством с Францией. Однако он некоторое время продолжал надеяться на мирное решение. До лета 1955 года он искал путей диалога с Францией (хотя были предположения, что первые контакты Аббаса с повстанцами произошли уже в апреле- мае). В 1955 году он со своими сторонниками создал в Алжирском собрании «группу 61-го», которая отвергла предложенный французским генерал-губернатором Жаком Сустелем план «интеграции Алжира». В октябре того же года Аббас установил тайные связи с Фронтом национального освобождения. Только в январе 1956 года он от имени своей партии заявил о поддержке ФНО.
9 февраля 1956 года министром-резидентом Алжира стал Робер Лакост, перед которым была поставлена задача подавить восстание и уничтожить ФНО. Через полтора месяца Ферхат Аббас отказался от всякого сотрудничества с Францией и присоединился к Фронту национального освобождения.

### ГлаваВременного правительства Алжирской Республики(1958—1961)
25 апреля 1956 года на пресс-конференции в Каире Ферхат Аббас заявил о своём присоединении к вооружённой борьбе Фронта национального освобождения. Партия «Демократический союз алжирского манифеста» самораспустилась и влилась в ряды ФНО. 20 августа 1956 года на Суммамском конгрессе ФНО Аббас был избран членом Национального совета Алжирской революции. В августе 1957 года Аббас был избран членом Исполнительного и Координационного комитетов Национального совета Алжирской революции. Активно участвовал в дипломатической работе по признанию борьбы ФНО, был членом делегации ФНО на 12-й сессии Генеральной Ассамблеи ООН по проблеме Алжира. В июне 1958 года возглавлял делегацию ФНО на совещании стран Северной Африки в Тунисе. На конференциях представителей ФНО и правительств Марокко и Туниса в Тунисе и Танжере (Марокко) было принято решение о создании временного алжирского правительства в эмиграции. Во главе правительства должен был встать Ферхат Аббас.
19 сентября 1958 года Аббас стал первым Председателем Совета Министров Временного правительства Алжирской Республики (ВПАР) со штаб-квартирой в Каире. В тот же день в Каире была торжественно провозглашена независимая Алжирская Республика. Правительство не могло управлять страной и должно было добиваться признания независимости Алжира. Наибольшим влиянием на ситуацию в Алжире обладал только заместитель Премьер-министра и Министр вооружённых сил Крим Белькасем. 26 сентября 1958 года Ферхат Аббас изложил основные задачи правительства и выразил готовность начать диалог с Францией. 
Ферхат Аббас заявил 26 сентября 1958 года, что его правительство считает «своей первейшей и священной задачей возглавить алжирский народ и его армию в борьбе за национальное освобождение».
 На призыв Аббаса к диалогу 2 октября ответил Премьер-министр Франции генерал Шарль де Голль. Выступая в алжирском городе Константина он предложил свой план выхода из кризиса, предполагавший передачу земли алжирцам, уравнивание их в правах с гражданами Франции, меры по ликвидации безработицы и развитию промышленности. Позднее он согласился лично принять делегацию ФНО для переговоров о прекращении огня. Через два дня, 25 октября 1958 года Ферхат Аббас отверг предложение о направлении делегации, назвав его «требованием о капитуляции», и предложил провести переговоры в нейтральной стране. Выдвинутый де Голлем «План Константины» также не устроил ФНО. Диалог, к которому стремился Аббас не состоялся и в 1959 году Армия национального освобождения расширила зону боевых действий. Франция бросила против ФНО армию в 600 000 человек и провела в Большой Кабилии операцию «Жюмель», в ходе которой более миллиона арабов были помещены в спецлагеря. Однако о полном уничтожении ФНО речь теперь уже не шла. 16 сентября 1959 года де Голль признал право Алжира на самоопределение после проведения референдума, но не позднее, чем через 4 года после установления мира. Он согласился на переговоры с ФНО, но обсуждать на них только вопрос о прекращении огня. Де Голль предложил три варианта решения судьбы Алжира — независимость, автономия и полное слияние с Францией. Когда Ферхат Аббас согласился начать переговоры о прекращении огня, де Голль согласился на участие ФНО в обсуждении условий будущего референдума. 12 декабря ВПАР назначило своих представителей на переговоры, но они вновь не состоялись. В декабре в Триполи открылось совещание Национального совета Алжирской революции, которое решило усилить боевую мощь Фронта и добиваться независимости военным путём. Только 14 июня 1960 года де Голль вновь предложил прислать для переговоров представителей Временного правительства.
20-28 июня 1960 года в Мулене близ Парижа впервые прошли франко-алжирские переговоры. Однако они закончились безрезультатно. Ферхат Аббас обвинил Францию в срыве переговоров и предложил провести в Алжире референдум под эгидой ООН. Осенью он посетил СССР, где заручился поддержкой советского руководства во главе с Н. С. Хрущёвым. 7 сентября 1960 года Советский союз де-факто признал Временное правительство Алжирской Республики. Меньше чем через месяц, 4 ноября 1960 года генерал де Голль пошёл на уступки и заявил, что согласно его новому плану Алжир «будет иметь своё правительство, свои институты и законы», но ограниченные права в области экономики, просвещения и обороны. Де Голль отказался вывести французскую армию из Алжира. Эти уступки не устроили алжирское руководство. В начале 1961 года контакты сторон ограничились секретными встречами в Италии и Швейцарии между представителями Франции и ФНО. 15 марта было объявлено, что де Голль согласился на прямые переговоры с ФНО и ВПАР, однако через две недели переговоры были сорваны неосторожным заявлением министра по делам Алжира Луи Жокса. Летом Временному правительству Алжирской Республики и Франции всё же удалось провести два раунда прямых переговоров — 20 мая — 13 июня 1961 года в Эвиане у границы с Швейцарией и 20—28 июня в замке Люгрэн у Женевского озера. Однако переговоры привели только к сближению позиций.
Ферхату Аббасу не удалось самому довести до конца переговорный процесс. 27 августа 1961 года на совещании Национального совета Алжирской революции в Триполи (Ливия) Ферхат Аббас был отправлен в отставку, как лидер, готовый идти на уступки Франции. На его место был назначен Бен Юсеф Бен Хедда.

### Два дня во главе Алжира (1962)
В период «летнего кризиса 1962 года» между ВПАР Бен Хедды и Политбюро ФНО во главе с Бен Беллой, Ферхат Аббас 16 июля 1962 года поддержал Бен Беллу. 20 сентября 1962 года Аббас был избран председателем Национального учредительного собрания Алжира 155 голосами при 36 пустых бюллетенях.
25 сентября 1962 года Ферхат Аббас провозгласил независимую Алжирскую Народную Демократическую Республику, став по должности временным главой государства до избрания Президента Республики. Два дня он был первым главой государства независимого Алжира. 27 сентября Президентом был избран Ахмед Бен Белла, которому перешли властные полномочия.

### В независимом Алжире. 22 года в оппозиции
После провозглашения независимости Алжира Ферхат Аббас 25 сентября 1962 года был избран председателем Национального собрания Алжирской Народной Демократической Республики. Он продолжал выступать за развитие многопартийной парламентской демократии, но не мог противостоять сторонникам авторитаризма, возглавляемым премьер-министром Ахмедом Бен Белла. 14 августа 1963 года Ферхат Аббас демонстративно ушёл в отставку, выразив несогласие с предложенным руководством ФНО проектом Конституции, предполагавшим введение однопартийной системы. Он был исключён из ФНО, в июле 1964 года помещён под домашний арест, а затем отправлен в тюрьму города Адрар в пустыне Сахара. Ферхата Аббаса освободили в мае 1965 года. Но после переворота 19 июня 1965 года Аббас отверг предложения военных о сотрудничестве и не вернулся к активной политической деятельности.
Он остался в оппозиции к режиму армии и ФНО, а в марте 1976 года вместе с Бен Юсефом Бен Хеддой и другими оппозиционными политиками распространил манифест «Обращение к алжирскому народу» (фр. Appel au peuple algerien). В нём Ферхат Аббас критиковал политику Революционного совета и Национальную Хартию, обвинял Хуари Бумедьена в установлении режима личной власти. За это он был помещён под домашний арест.
Аббаса освободили 13 июня 1978 года. В 1980 году он опубликовал мемуары «Вскрытие войны» (фр. Autopsie d’une guerre puis), а в 1984 году — книгу «Конфискованная независимость» (фр. L’Independance confisquee), в которой критиковал коррупцию и бюрократию тех лет. Тем не менее новый Президент Алжира Шадли Бенджедид 30 октября 1984 года на вилле в квартале Хуссейн Деи вручил Ферхату Аббасу Медаль участника сопротивления.
Ферхат Аббас скончался 24 декабря 1985 года в городе Алжире. Был похоронен в «Квадрате мучеников» столичного кладбища Эль-Алия.